# ترومای شکم
ترومای شکمی (به انگلیسی: Abdominal trauma) هرنوع جراحت و تروما به ناحیه ابدومینال یا شکمی گفته می‌شود. این تروما می‌تواند نافذ یا غیر نافذ باشد و در هردو نوع ممکن است ایجاد آسیب به اندام‌های درون حفره شکمی را در پی داشته باشد. نشانه و علائم شامل درد شکم٬ تندرنس٬ سفتی شکم و کبودی سطح خارجی شکم است. ترومای شکم خطر ازدست رفتن خون و نیز عفونت داخلی را به‌دنبال خواهد داشت. برای اطمینان در تشخیص باید اکوگرافی فراصوتی (سونوگرافی)٬ توموگرافی کامپیوتری (سی‌تی‌اسکن) و در صورت اورژانس جراحی٬ شستشوی پریتونئال انجام شود. در هرصورت درمان توسط جراحی انجام خواهد شد. در ترومای بخش پایین شکم٬ بزرگ‌ترین خطر آسیب و خونریزی در طحال و کبد است.

## دسته‌بندی

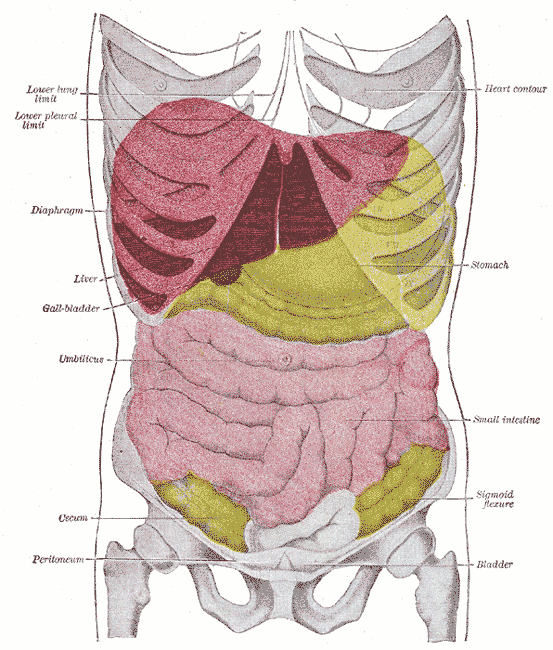
اندام‌های شکمی

ترومای شکمی به دو دسته نافذ و غیر نافذ تقسیم می‌شود. ترومای نافذ بعلت دیده شدن به راحتی قابل تشخیص است اما ترومای غیر نافذ به علت عدم وضوح عینی که بیشتر در عمق آسیب می‌رساند باید توسط نشانه و سمپتوم تشخیص داده شود..

## درجه بندی تروما در رادیولوژی
انجمن جراحان ترومای آمریکا (The American Association for the Surgery of Trauma) راهکار هایی را منتشر کرده است تا درجه جراحت تروماتیک به صورت استاندارد گزارش شده تا بررسی و مقایسه را تسهیل نماید. ابزارهای رایگان بر روی وب وجود دارند که تایین درجه تروما بر اساس یافته های رادیولوژی در کبد، کلیه، و طحال را تسهیل می نمایند.